# Halowe Mistrzostwa Europy w Lekkoatletyce 1987 – bieg na 60 m przez płotki kobiet
Bieg na 60 metrów przez płotki kobiet – jedna z konkurencji biegowych rozgrywanych podczas halowych lekkoatletycznych mistrzostw Europy w  hali Stade couvert régional w Liévin. Eliminacje, półfinały i bieg finałowy zostały rozegrane 21 lutego 1987. Zwyciężyła reprezentantka Bułgarii Jordanka Donkowa. Tytułu zdobytego na poprzednich mistrzostwach nie broniła Cornelia Oschkenat z Niemieckiej Republiki Demokratycznej.

## Rezultaty

### Eliminacje
Rozegrano 3 biegi eliminacyjne, do których przystąpiło 17 biegaczek. Awans do półfinałów dawało zajęcie jednego z pierwszych trzech miejsc w swoim biegu (Q). Skład półfinałów uzupełniły trzy zawodniczki z najlepszym czasem wśród przegranych (q).
Opracowano na podstawie materiału źródłowego.
Bieg 1
| Miejsce | Zawodniczka         | Czas | Uwagi |
| ------- | ------------------- | ---- | ----- |
| 1       | Jordanka Donkowa    | 7,98 | Q     |
| 2       | Isabelle Kaftandjan | 8,12 | Q     |
| 3       | Rita Heggli         | 8,14 | Q     |
| 4       | Claudia Zaczkiewicz | 8,20 | q     |
| 5       | Sally Gunnell       | 8,35 |       |
| 6       | Sylvia Dethier      | 8,36 |       |

Bieg 2
| Miejsce | Zawodniczka       | Czas | Uwagi |
| ------- | ----------------- | ---- | ----- |
| 1       | Lesley-Ann Skeete | 8,06 | Q     |
| 2       | Ginka Zagorczewa  | 8,08 | Q     |
| 3       | Heike Theele      | 8,11 | Q     |
| 4       | Florence Colle    | 8,19 | q     |
| 5       | Gabi Lippe        | 8,27 |       |

Bieg 3
| Miejsce | Zawodniczka       | Czas | Uwagi |
| ------- | ----------------- | ---- | ----- |
| 1       | Gloria Uibel      | 8,00 | Q     |
| 2       | Anne Piquereau    | 8,03 | Q     |
| 3       | Marjan Olyslager  | 8,10 | Q     |
| 4       | Edith Oker        | 8,18 | q     |
| 5       | Patrizia Lombardo | 8,33 |       |
| 6       | Karin Malmbratt   | 8,40 |       |

### Półfinały
Rozegrano 2 biegi półfinałowe, w których wystartowało 12 biegaczek. Awans do finału dawało zajęcie jednego z trzech pierwszych miejsc w swoim biegu (Q).
Opracowano na podstawie materiału źródłowego.
Bieg 1
| Miejsce | Zawodniczka         | Czas | Uwagi |
| ------- | ------------------- | ---- | ----- |
| 1       | Jordanka Donkowa    | 7,82 | 'Q    |
| 2       | Ginka Zagorczewa    | 7,93 | Q     |
| 3       | Lesley-Ann Skeete   | 8,06 | Q     |
| 4       | Isabelle Kaftandjan | 8,09 |       |
| 5       | Rita Heggli         | 8,14 |       |
| 6       | Claudia Zaczkiewicz | 8,26 |       |

Bieg 2
| Miejsce | Zawodniczka      | Czas | Uwagi |
| ------- | ---------------- | ---- | ----- |
| 1       | Gloria Uibel     | 7,86 | Q     |
| 2       | Anne Piquereau   | 7,98 | Q     |
| 3       | Marjan Olyslager | 8,03 | Q     |
| 4       | Heike Theele     | 8,07 |       |
| 5       | Florence Colle   | 8,13 |       |
| 6       | Edith Oker       | 8,13 |       |

### Finał
Opracowano na podstawie materiału źródłowego.
| Miejsce | Zawodniczka       | Czas |
| ------- | ----------------- | ---- |
| 1       | Jordanka Donkowa  | 7,79 |
| 2       | Gloria Uibel      | 7,89 |
| 3       | Ginka Zagorczewa  | 7,92 |
| 4       | Anne Piquereau    | 8,05 |
| 5       | Lesley-Ann Skeete | 8,07 |
| 6       | Marjan Olyslager  | 8,09 |